# Pachypanchax sakaramyi
Pachypanchax sakaramyi és una espècie de peix de la família dels aploquèilids i de l'ordre dels ciprinodontiformes.

## Morfologia
Els mascles poden assolir els 9 cm de longitud total.

## Distribució geogràfica
Es troba al nord de Madagascar.